# Параул
Парау́л (кум. Паравул) — село в Карабудахкентском районе Республики Дагестан. 
Образует муниципальное образование село Параул со статусом сельского поселения как единственный населённый пункт в его составе.

## География
Село расположено в 44 км к югу от Махачкалы в живописном предгорье. 

## Население
| 1869  | 1888  | 1895  | 1926  | 1939  | 1959  | 1970  |
| ----- | ----- | ----- | ----- | ----- | ----- | ----- |
| 2227  | ↗2371 | ↗2496 | ↘2088 | ↘1617 | ↘1281 | ↗2037 |
| 1989  | 2002  | 2010  | 2012  | 2013  | 2014  | 2015  |
| ↗2265 | ↗3996 | ↗4949 | ↗5095 | ↗5212 | ↗5340 | ↗5505 |
| 2016  | 2017  | 2018  | 2019  | 2020  | 2021  | 2023  |
| ↗5620 | ↗5760 | ↗5892 | ↗6019 | ↗6150 | ↗9151 | ↗9387 |
| 2024  | 2025  |       |       |       |       |       |
| ↗9526 | ↗9658 |       |       |       |       |       |

Национальный состав
По данным Всероссийской переписи населения 2021 года:
| №        | Национальность | Численность, чел. | Доля    |
| -------- | -------------- | ----------------- | ------- |
| 1        | кумыки         | 7 926             | 86,61 % |
| 1.000001 | не указавшие   | 18                | 0,19 %  |
| 1.000002 | другие         | 1 207             | 13,18 % |
| 1.000003 | всего          | 9 151             | 100 %   |

## История
История нынешнего селения началась с княгини Пари, на которой женился бойнакский князь Темир-Бий, который вследствие междоусобиц переехал в Доргели. Имя Пари характерно для Мехтулинского ханского дома. Овдовев, она вместе с прислугой поселилась в местечке Тогъаслы. После её смерти образовавшийся хутор назвали в её честь Пари-Махи («Поремейт» русских источников).
На могиле сына Пари приведена эпиграфическая надпись: «Магьаммат Парини уланы бинту Махти 1100 г. хиджры». По христианской эре этот год соответствует 1680 г. Перевод надписи «Мухаммад сын Пари дочери Махти». Имя последнего хорошо известно, это, несомненно, дженгутаевский владетель хан Кара-Махти сын Ахмедхана «владетеля земель от Грузии до Ондреевой деревни (Эндирея)», внук крым-шаухала, которого также звали Махти. Именно в его правление произошло окончательное обособление Мехтулы от Шаухальства. Мухаммада можно сопоставить с «Пермеметом» (Пир-Мухаммадом) русских документов.
Неизвестно, когда именно возник Параул. Судя по археологическим данным, люди жили на его землях ещё в глубокой древности. Турецкий географ Эвлия Челеби в описании своего путешествия через Дагестан сообщает, что в 1666 г. Параул был пожалован шамхалом в качестве удела бежавшему из Крыма хану Мухаммад-Гирею IV. Здесь, в местечке Бахчисарай хана посещали известные дагестанские учёные и суфии. Хан прожил здесь 8 лет вплоть до своей смерти в возрасте 80 лет в 1674 г. По приказу его сына Джанибека останки Мухаммада-Гирея были вывезены на родину и с почётом перезахоронены уже в крымском Бахчисарае.
В 1735 году, воспользовавшись отъездом шаухала Хасбулата в Кубу, хунзахский владетель (нуцал) Уммахан совершил грабительский рейд на равнину. Однако произошло то, чего он не предвидел, шаухальцы даже в отсутствие своего правителя оказались мощной организованной силой. В то время, как он, награбив то, что можно было украсть у застигнутых врасплох крестьян, возвращался восвояси, сформированное в кратчайшие сроки народное ополчение настигло его близ Параула, входившего тогда в Мехтулу. В происшедшей в его окрестностях битве сам Уммахан был убит, а его отряд бежал. К сожалению, в ходе сражения пострадало и селение, в некоторых рукописях 1735 г. отмечается как «год сожжения селения Параул». Вероятно, это первое упоминание современного названия села.

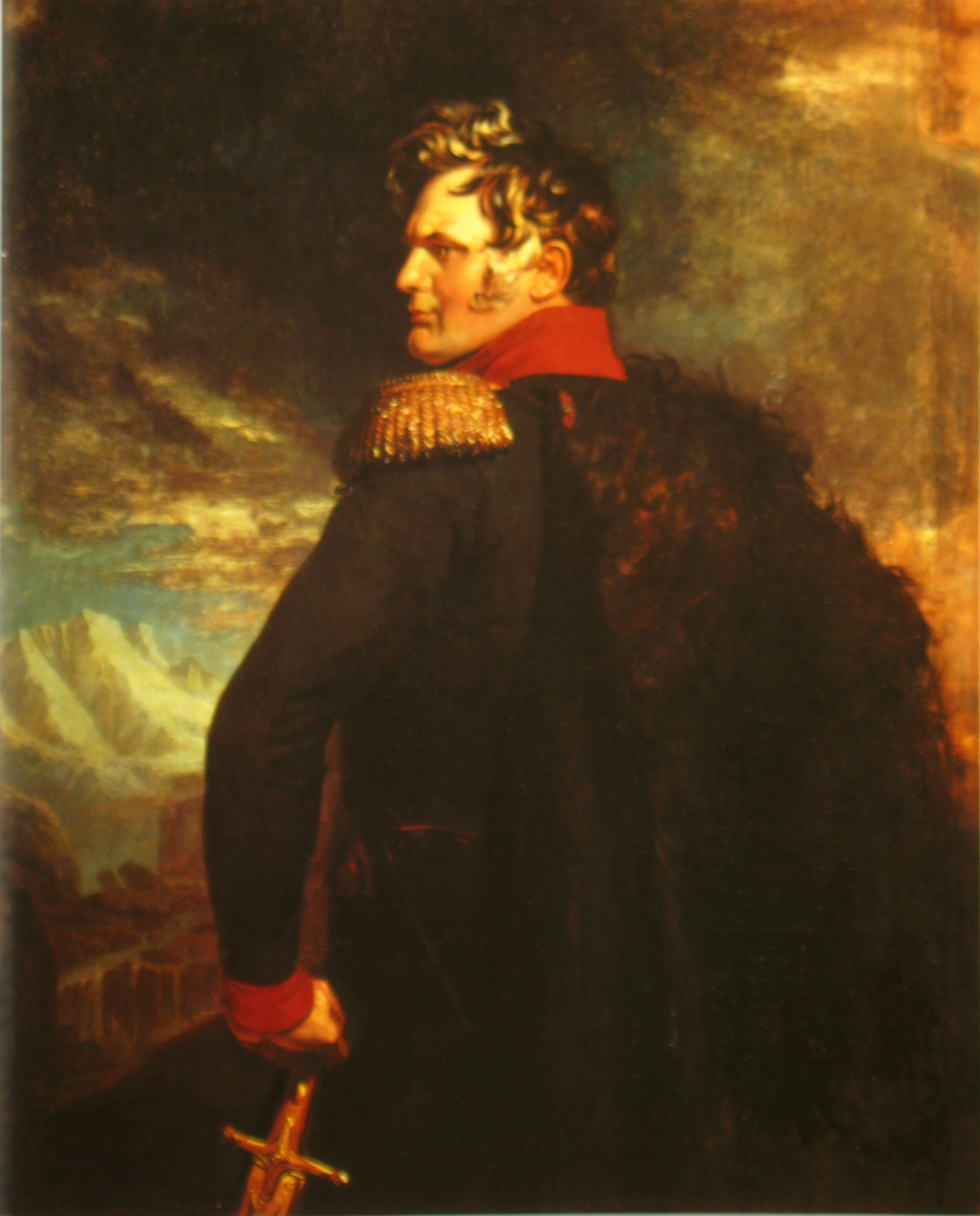
Портрет Алексея Петровича Ермолова работы Джорджа Доу. Военная галерея Зимнего Дворца, Государственный Эрмитаж (Санкт-Петербург).

Самым политически активным мехтулинским ханом после Ахмед-Хана Дженгутаевского являлся Али-Султан (1784-1809 гг.). Он прославился своими походами в Закавказье и существенным расширением пределов своего бийлика. Его активность перешла по наследству и к его сыновьям Султан-Ахмед-Хану и Гасан-Хану. Первый из них еще при жизни отца в 1801 г. воссел на аварский престол, так как был женат на дочке нуцала Уммахана V. Второй сын унаследовал отцовский престол. Оба они прославились в войне с Ермоловым. Вот что об этом поется в песнях: «Ярмалай ярмалатды / Бийлени ёргъалатды, / Паравулну яллатды». Параул был сожжён как резиденция Султан-Ахмед-Хана. Разоренный войной Параул, согласно распоряжению Ермолова, был передан под власть Махти-Шаухала. Последний превратил селение в одну из своих резиденций. Кстати, именно здесь в 1829 гг. проходили неудачные переговоры Махти с Гази-Магомедом, целью которых был поиск взаимоприемлемых компромиссов. Переговоры окончились ничем, и спустя два года Гази-Магомед разграбил хранившуюся в селе шаухальскую казну.

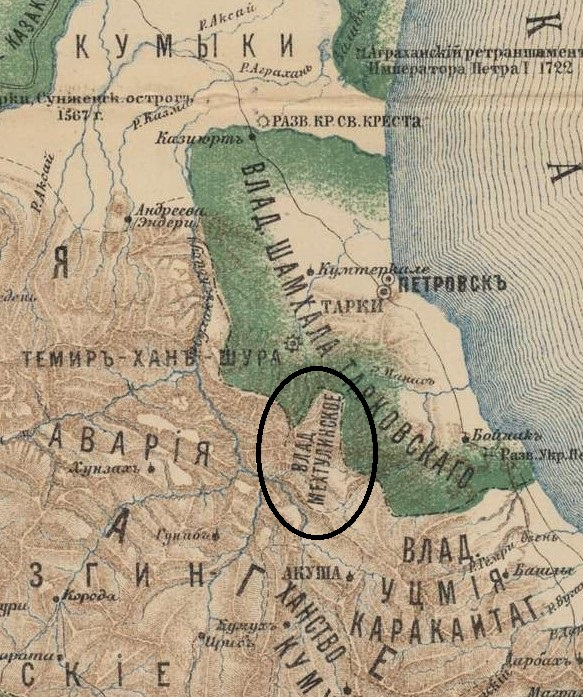
Мехтулинское владение в XIX веке

После восстановления Мехтулинского ханства Параул не был возвращен в его состав, а продолжал пребывать в Шамхальстве Тарковском, вплоть до самой его ликвидации. Сын Махти-Шаухала, Абу-Муслим в Парауле был редким гостем, сам он пребывал в Кафыр-Кумуке. Когда сельчанам надоело по любому вопросу ездить к нему, они попросили назначить им в наместники с соответствующими полномочиями кого-нибудь из шаухальского дома. Вняв их просьбам, Абу-Муслим отправил к ним своего племянника чанку Салиха. У последнего с параульцами отношения не складывались – они его прозвали Къул Салих – «Раб Салих». В 1850 году народ восстал против Салиха, окружил его дом и поджёг. Организаторов бунта схватить не удалось. Однако нукеры привезли жаждущему возмездия Абу-Муслим-Шаухалу сельского кадия Салима и известного своим своеволием и мужеством зажиточного крестьянина Мутука. Незадолго до восстания Салих избил его родственника Сабаная, в ответ Мутук избил сына самого шаухала и участвовал, а, по словам доносчиков, и руководил в действиях сельчан при поджоге дома Къула Салиха. После недолгого суда Салиму-Кади и Мутуку отрубили голову, было это в 1850 году, в разгар Кавказской войны, в тени которой остались гражданское неповиновение и вооружённая борьба на равнине свободных общинников против примкнувшей к царизму феодальной элиты. Жестоким пыткам подвергся ещё один подозреваемый – Мажит. Настоящий глава восстания Осман успел перебраться к Шамилю в горы, но вскоре погиб в одном из боёв с царской армией. Вместо Салиха новым наместником в селе стал сын Абу-Муслима, тоже чанка Таймаз-Хан.
Хотя шаухалу и царским войскам удалось расколоть и подавить народное сопротивление в Парауле и других окрестных сёлах, но они стали очагами индивидуального сопротивления в форме абречества, известного у кумыков как «къачакълыкъ» (качакство). Это были твёрдые, пассионарные личности, порвавшие с общепринятыми устоями и выбравшими путь постоянных рисков, тревог и лишений. Ставкой в их борьбе была сама жизнь, обычно достаточно короткая.
Любопытный документ, имеющий отношение к истории Параула, обнаружен в рукописном архиве Института истории археологии и этнографии Дагестанского научного центра. Это письмо к председателю сословно-поземельной комиссии генерал-лейтенанту Чавчавадзе от жительницы селения Параул Бегу-Ханум Эльмурза-Бек-Кизы. Она жаловалась на Абу-Мулим-Шамхала Тарковского, завладевшего имуществом её отца чанки Эльмурзы Чопан-Бек-Оглы под предлогом отсутствия у него наследников мужского пола. Ей же шамхал выделили лишь участок в местности Юхари-Ичи на 2 кады посева, прежде принадлежавший на тот момент параульцу Акаиму Мутюк-оглы. В подтверждение шамхал дал ей свою грамоту, заверенную печатями его, пристава Ахмед-Хана Айдемирова, управляющего кафыр-кумухца Абу-Таймаз-оглы, кафыр-кумухского кадия Темир-Булата (Бамматова), которую она выражала готовность представить по востребованию. После выхода замуж за эндиреевского бека Магомеда она поручила присмотр за этим участком своему односельчанину Джанаву, с тем, чтобы он делил с ней получаемый доход пополам. Однако вскоре Акаим Мутюк-оглы, пользуясь отсутствием Бегу-Ханум и попустительством властей, отобрал этот участок у Джанава. Она просила разобраться в этой ситуации и вернуть ей её собственность.

Гаджи Зейналбдин Тагиев, азербайджанский миллионер и меценат, действительный статский советник, благотворитель.

Многие сельчане добывали в Турали соль на продажу, а в озерах, расположенных вблизи же самого с. Параул, добывали соду. Сельчане также работали на рыбопромыслах азербайджанского магната Гаджи Зейналбдина Тагиева. Вообще параульцев отличала от соседей склонность к странствиям и отходничеству, так еще в 1837 году на зароботках в городе Кизляр находились жители Параула Идрис Амиралиев, Ака Султанмурадов, Ягья Аджиев и Махмуд Алиев.
Самым богатым человеком в селении был Мужаит-Хаджи, у которого имелось в наличии до 8 тысяч овец. Он нанимал пастухов, которые пасли его скот, как на равнине, так и на летних пастбищах в горах. Значительно беднее были Нажмутдин-Хаджи и Юсуп-Хаджи, имевшие по 3 тысячи овец. Среди богачей были также Узунай-Гаджи, Мутай-Гаджи, Давут-Гаджи, Нажмутдин-Гаджи, Иманмурза-Гаджи. Нажмутдин-Хаджи сдал весь скот советской власти, его брат Мужаит прятал овец и за это получил 10 лет. До революции в селении было 45 тысяч овец.
В сельском хозяйстве были известны три вида плугов: бирлик-сабан, экилик-сабан и уьчлюк-сабан. Е.И. Козубский отметил наличие в селении производства паласов.
Подданство Российской империи с 13 ноября 1818 года, то есть со дня завоевания Мехтулинского ханства.
Абакар Бабатов 1916 года рождения свидетельствовал, что его отец Бабат-Хаджи руководил проведением в конце XIX в. в село родника. Бабат-Хаджи Аликиши-Оглы, будучи старшиной села, за свои труды на пользу родному селу удостоился от императора серебряной медали на Станиславской ленте.
По свидетельству Абакара Бабатова некий русский предприниматель намеревался посадить в местности Хожа-Къолтук около 100 десятин виноградников, но помешала революция.
Не обошли селение стороной первая мировая и гражданская войны. Так, например, известно, что 1.11.1916 г. во второй конный полк Дикой Дивизии был призван параулец Салаутдин Муталимов. В биографии Темир-Булата Бийболатова, написанной доктором филологических наук А. Ю. Абдулатиповым, упоминаются 3 параульца, принимавшие живейшее участие в создании в 1917 г. «Дагестанского театрального и литературного общества», издававшего журнал «Танг-Чолпан». Это полковник Расул Каитбеков, а также братья Салим-Герей и Абдулла Тамаевы.

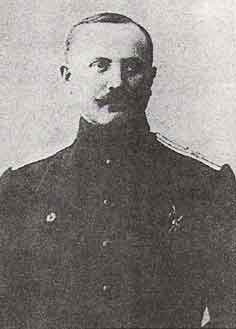
Военный диктатор Дагестана, князь, полковник Нух-бек Тарковский.

Для начала расскажем о первом из них. В 1907 году Расул, будучи еще поручиком Дагестанского конного полка, являлся одним из деятелей «Общества просвещения мусульман Дагестанской области». В годы Первой мировой войны он стал Георгиевским кавалером, дослужился до звания полковника. Внешне походил на Наполеона. В гражданскую войну он был соратником Нухбека Тарковского, попеременно возглавлял Генеральный штаб Горской республики, а затем Деникинской администрации в Дагестане. Каитбеков являлся последовательным сторонником единства всех антибольшевистских сил в Дагестане. В 1920 г. Каитбекова расстреляли. Очевидцы потом вспоминали, что смерть он встретил преисполненный мужества и сказал только: «Цельтесь прямо в сердце, это единственное место на моем теле, где еще нет ран». Его прах покоится на параульском кладбище. Его брат Хайбулла сражался по другую сторону фронта, на стороне Социалистической группы, создал один из отрядов в её поддержку.
Что касается Тамаевых, то Салим-Герей являлся офицером Дагестанского конного полка, а Абдулла Изетович Тамай стал впоследствии известным историком-востоковедом. Им написано немало классических работ по истории и Дагестана и Кабардино-Балкарии. Им также переведено на кумыкский язык пьесы Наримана Нариманова.
Известным по роману А. Бестужева-Марлинского «Амалат-Бек» полковником обер-квартимейстером Евстафием Петровичем Верховским в 1820 г. была составлена «Ведомость», в которую были внесены статистические данные о примерном числе жителей шамхальских селений. По ней в Парауле на тот год было 300 домов. Согласно данным Кавказского календаря на 1896 г., в селе проживало 2597 человек. В 2019 г. население аула достигло 6019 человек.
В 1920 г. в селении была организована светская школа. В ней работали: Иса Абухалип-Кади-оглы, Бабат Юсуп-оглы, Курбан Гажи-Магомед Гаджиев, Магомед Нажмудинов, сторож Акай Юсуп-оглы, повариха Саният Ильясова. Под здание была выделена частная постройка. В 1927 году старшина Параула Бадрутдин Хангишиев организовал строительство полноценной светской школы. Первым её директором был известный просветитель Халит Загиров из Гели. Эту школу строили всем селом.
Из 200 ушедших фронт параульцев живыми вернулось около 50. Война и суровые послевоенные годы самым печальным образом отразились на судьбе села. Численность населения резко упала с 600 до 300 хозяйств. Был большой исход населения в Махачкалу, где был основан компактный параульский квартал в Махачкале I (Гиччи Анжи). «Здесь параульцы селились в месте, именуемом по-кумыкски Аркъабаш – территория на некотором возвышении в районе улиц Гаджиева, Громова, Дубинина, Орджоникидзе, расположенные ниже данной возвышенности участки занимались параульцами позже». В настоящее время в Махачкале живет около 15 тысяч параульцев.
Экономическая, а вслед за ней и демографическая ситуация в селе изменились после назначения председателем местного колхоза в 1952 году Ильмутдина Насрутдинова. Решительными, порой жёсткими, но всегда эффективными методами он решил все имевшиеся проблемы и вывел колхоз по показателям на одно из первых мест в ДАССР. Его дело успешно продолжил Магомедали Изиев, при котором были построены основные социальные объекты, служащие жителям до сих пор. Параульцы многим обязаны этим двоим опытным организаторам труда и руководителям-хозяйственникам.

## Этимология
Этнолог К. М. Алиев предположил, что село вначале называлось Пираулом, то есть «Святым аулом». Он связывал это название с упоминаемым Эвлией Челеби селом Пирбай, где нашёл свой приют беглый крымский хан Мухаммад-Герей. Но ясность в ситуацию вносит сообщение Е.И. Козубского: «около селения Параул в местности Юхари-Кутан имеются развалины старой деревни Бахчисарай». По мнению историка Юсупа Идрисова, этот Бахчисарай, а не Параул, безусловно, и был тем Пирбаем, который беглый хан переименовал в честь своей прежней родины. К тому же, по мнению Идрисова, переход названия Пираул в Параул согласно законам кумыкского словообразования практически невозможен, а преобразование название Париаул в Параул, наоборот, вполне вероятно в силу склонности тюркских языков к стяжению звуков в середине слова (так возникло много «новых» кумыкских имён: Аджамат (от Гьажимагьаммат), Нурамат (от Нурмагьаммат), Пирамат (Пирмагьаммат) и др.). Таким образом, село получило своё имя, безусловно, в честь княгини Пари из рода мехтулинских ханов.
Интересна топонимика Параула. Кварталы села носят следующие имена: Токъур-аул, Аччи-аул, Йогъар-аул, Изег-аул, Албет, Томен-аул, Бакъаул. Горы Нуцал-Тау и Татархан-Тау названы в честь владевших ими до революции параульцев. Иракум – бывший кутан князей Мехтулинских был куплен Яхьей-Гьажи Атлы-оглы и Иман-Мурзой-Гьажи с торгов.

## Известные уроженцы

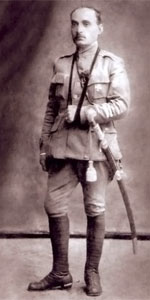
Полковник Расул-бек Каитбеков.

Герой России, старший лейтенант Магомедшамиль Абдурагимов.

Среди известных уроженцев села религиозные деятели: муфтий Северного Кавказа Мухаммад-Мухтар-Хаджи Бабатов, муфтий Дагестана Багаутдин Исаев, шейх Мухаммед-Эфенди, шейх Арсланали-Апанди Гамзатов; историк Абдулла Тамаев; Изиев Магомедали Мукаилович - Председатель Ленинского райисполкома и директор параульского совхоза. поэты и писатели: Багаутдин Узунаев (Казиев) и Динислам Кардашев (Абдулгамид Абдуллаев), Гаджи Айгумов; певец Айгази Айгумов (Султан); военные деятели: Расул-бек Каитбеков, Зайнутдин и Салим Тамаевы, Расул Гаджиев, Герой России Магомедшамиль Абдурагимов; Изиев Абдулбасыр Исрапилович - заслуженный строитель РД, Изиев Махач Абдулбасырович - почетный работник образования РФ, режиссёр Кумыкского театра Осман Ибрагимов, актриса Кумыкского театра Сабият Салимова, успешный хозяйственник и предприниматель, директор дрожжевого завода Абдулгапур Гапуров, спортсмен Осман Вагабов и другие. Также жил и похоронен в селе шейх накшбандийского тариката Ильяс-Хаджи Цудахарский.

## Интересные факты
Согласно воспоминаниям жительницы с. Параул Бамматовой Нажабат Гаджиевны 1935 г.р., в самый разгар Великой Отечественной войны над Параулом, осматривая местность, несколько десятков минут свободно летал самолет люфтваффе, и, завершив круг вокруг селения, сбросил бомбу, которая упала на сарай параульца Зайнала. В связи с этим в народе появилась частушка:
"Самолет учуп айлана,
Аскерлени кююнде.
Бир бомба ташлап гетген,
Зайналланы уьюне".